# Павловський Станіслав Степанович
Станіслав Степанович Павловський (11 січня 1946 — 21 березня 2009) — український письменник, поет і перекладач.

## Життєпис
Народився в селі Ємилівка Голованівського району Кіровоградської області.
Навчався у середній школі № 17 міста Первомайськ Миколаївської області. У 1974 році закінчив філологічний факультет Київського державного університету.
Працював редактором у видавництві «Мистецтво», згодом — завідувачем редакції сучасної прози та першої книги видавництва «Молодь».
Член Національної спілки письменників України з 31 травня 1985 року. Публікувався в журналах «Ранок», «Україна», «Вітчизна».

## Творчість
Станіслав Павловський працював у жанрах соціальної прози, сатири та фантастики. Його твори вирізняються тонкою іронією, гротеском і критикою суспільних явищ. Особливу увагу приділяв темам морального вибору, абсурду радянської дійсності та психології «маленької людини».
Роман «Бронтозаври на випасі» (1990) став найвідомішим твором автора — це сатирична алегорія, що висміює застійні явища пізнього СРСР. У збірках «Чиста вода з Бугу» (1984) та «Бути цього не може» (1987) Павловський поєднує реалістичні замальовки з елементами фантастики та філософської притчі.
Його перекладацька діяльність охоплювала як переклади з російської, так і переклади українських авторів російською мовою, що сприяло популяризації української літератури.

## Твори
| Рік  | Назва                    | Жанр             | Примітки                                      |
| ---- | ------------------------ | ---------------- | --------------------------------------------- |
| 1984 | Чиста вода з Бугу        | Збірка оповідань | Дебютна книжка; містить однойменне оповідання |
| 1987 | Бути цього не може       | Збірка оповідань | Сатиричні та фантастичні новели               |
| 1987 | Біг з перешкодами        | Повість          | Соціально-психологічна проза                  |
| 1987 | Подарунок                | Оповідання       | Надруковано в періодиці                       |
| 1987 | Кульова блискавка        | Оповідання       | —                                             |
| 1987 | Унікальне явище          | Оповідання       | —                                             |
| 1990 | Бронтозаври на випасі    | Роман            | Сатирична алегорія на радянську дійсність     |
| 1990 | Домашні тапочки          | Оповідання       | —                                             |
| 1990 | Дивний гість             | Оповідання       | —                                             |
| 1990 | Сила колективу           | Оповідання       | —                                             |
| 19.. | Вісім сизих, один білий… | Оповідання       | Рік не встановлено                            |
| 19.. | Згадуючи Півнюка         | Оповідання       | Рік не встановлено                            |
| 19.. | Заграй, скрипалю, журної | Оповідання       | Рік не встановлено                            |
| 19.. | Незграбний               | Оповідання       | Рік не встановлено                            |

Примітка: деякі твори могли входити до збірок, але публікувалися також окремо в періодиці.

## Переклади
Станіславом Павловським здійснені переклади з російської творів Михайла Грешнова і братів Стругацьких. Також переклав російською твори українських авторів: Галини Пагутяк, Юрія Покальчука, Лариси Шевченко, Василя Шкляра, Григорія Штоня.

## Визнання
- Член Національної спілки письменників України з 1985 року.
- Його твори публікувалися в провідних українських літературних журналах: «Ранок», «Україна», «Вітчизна».
- Після смерті письменника у 2009 році вийшли кілька публікацій, присвячених його пам'яті, зокрема в газеті «Літературна Україна».

## Цитати
|  | Ми всі — бронтозаври на випасі. Просто не всі це встигли усвідомити. |